# Harri Hedgren
Harri Juhani Hedgren (* 17. April 1959 in Helsinki) ist ein ehemaliger finnischer Radrennfahrer.

## Sportliche Laufbahn
Hedgren war Teilnehmer der Olympischen Sommerspiele 1984 in Los Angeles. Im olympischen Straßenrennen schied er aus.
Er war im Bahnradsport und im Straßenradsport erfolgreich. Auf der Bahn gewann er den nationalen Titel im Punktefahren 1980. 1982 gewann er diesen Titel erneut.
Auf der Straße wurde er finnischer Meister im Einzelzeitfahren 1980. Im Mannschaftszeitfahren der Meisterschaften der Nordischen Länder 1982 holte er mit Harry Hannus, Patrick Wackström und Kari Myyryläinen die Goldmedaille.
Die Internationale Friedensfahrt fuhr er zweimal. 1979 und 1980 schied er jeweils aus.